# 진주 귀고리 소녀 (소설)
《진주 귀고리 소녀》(영어: Girl with a Pearl Earring)는 1999년에 트레이시 슈발리에가 쓴 역사 소설이다. 17세기 네덜란드 델프트를 배경으로 하는 이 소설은 그 지역 화가 요하네스 페르메이르의 《진주 귀고리를 한 소녀》에서 영감을 받았다. 슈발리에는 페르메이르와 모델, 그림에 대한 가상의 이야기를 제시한다. 이 소설은 2003년 동명의 영화로 각색되었으며, 2008년에는 연극으로도 제작되었다. 2020년 5월에는 BBC 라디오 4에서 이 소설의 새로운 드라마화 작품을 방송했다.
한국어판은 강 출판사에서 2003년 8월 5일에 출판했다.

## 배경
트레이시 슈발리에가 이 소설을 착상하게 된 계기는 요하네스 페르메이르의 《진주 귀고리를 한 소녀》 포스터였다. 그는 19세 때 이 포스터를 구입하여 16년 동안 자신이 거주하는 곳마다 걸어두었다. 슈발리에는 소녀의 얼굴에 나타난 "모호한 표정"이 그에게 지속적인 인상을 남겼다고 밝혔다. 그는 소녀의 표정을 "모순의 집합체: 순진하면서도 경험 많은, 기쁘면서도 슬픈, 갈망으로 가득 차 있으면서도 상실감으로 가득 찬" 것으로 묘사했다. 그는 "그 표정 뒤에 숨겨진 이야기"에 대해 생각하기 시작했고, 그 표정이 화가를 향하고 있다고 상상했다.
슈발리에의 연구는 해당 시대의 역사를 읽고, 페르메이르와 그의 동시대 화가들의 그림을 연구하며, 델프트에서 며칠을 보내는 것을 포함했다. 연구와 집필 당시 임신 중이었던 그는 "생물학적 마감 시한"이 있었기에 8개월 만에 작품을 완성했다.

## 줄거리
1664년, 16세의 흐릿은 아버지가 사고로 시력을 잃게 되면서 델프트에 있는 가족의 집을 떠나야 했다. 타일 화가인 아버지는 화가 길드의 회원이었기에, 화가 요하네스 페르메이르의 집에서 하녀로 일할 자리를 구할 수 있었다. 당시의 엄격한 계급 사회에서 이는 신분의 하락을 의미했는데, 하녀들이 절도와 스파이 행위, 고용주와의 부적절한 관계 등으로 악명 높았기 때문이다. 더욱이 페르메이르 가족은 마지못해 용인되는 가톨릭 소수 집단에 속했고, 흐릿은 개신교도였다. 페르메이르의 집에서 그는 가장 큰 딸인 마르트헤와 친구가 되지만, 계급 의식이 강한 어머니를 닮은 어린 딸 코넬리아와는 좋은 관계를 유지하지 못한다. 또한 변덕스럽고 질투심 많은 다른 하인인 타네케와도 원만한 관계를 유지하기 어려웠다.
흐릿은 2년 동안 고용주의 집에서 살며 일요일에만 본가를 방문할 수 있었다. 그 사이 가족들은 뿔뿔이 흩어졌다. 동생 프란스는 다른 곳에서 도제 생활을 시작했고, 결국 여동생 아흐네스는 흑사병으로 사망했다. 한편 페르메이르 집에서 일을 시작한 초기에, 정육점 아들인 피터가 흐릿에게 구애를 시작한다. 엄격한 가정 교육을 받은 흐릿은 처음에는 이를 반기지 않았으나, 가난한 부모에게 도움이 될 수 있다는 이유로 그의 관심을 묵인한다.
흐릿은 점차 페르메이르의 그림에 매료된다. 페르메이르는 흐릿이 미술에 재능이 있음을 발견하고 비밀리에 그에게 심부름을 시키거나 물감을 섞고 갈아내는 일, 대역 모델 등의 작업을 맡긴다. 이로 인해 흐릿의 시간이 많이 소요되어 카타리나의 의심을 사게 되지만, 페르메이르의 장모인 마리아 틴스는 흐릿의 존재가 페르메이르의 경력에 안정과 촉매 역할을 한다고 인식하여 그가 더 많은 시간을 페르메이르를 위해 일할 수 있도록 가사 준비에 동조한다. 그러나 페르메이르의 친구인 안토니 판 레이우엔훅은 흐릿에게 화가와 너무 가까워지지 말라고 경고하는데, 그는 사람보다 그림에 더 관심이 있기 때문이라고 한다. 이것이 사실임을 깨달은 흐릿은 신중한 태도를 유지한다.
페르메이르의 부유하지만 방탕한 후원자인 피터르 판 라위번은 "눈이 큰 하녀"를 알아차리고 기회가 있을 때마다 그를 성추행하며, 페르메이르에게 둘을 함께 그리도록 압력을 가한다. 이는 이전에 판 라위번이 임신시킨 다른 하녀와 함께 그렸던 것과 같은 방식이었다. 따라서 흐릿과 페르메이르는 이 요청을 꺼려했고, 결국 페르메이르는 타협안을 제시한다. 판 라위번은 자신의 가족들과 함께 그려지고, 페르메이르는 흐릿의 초상화를 따로 그려 판 라위번에게 팔기로 한다. 그림을 위해 페르메이르는 흐릿에게 귀를 뚫고 아내의 진주 귀고리를 허락 없이 착용하도록 강요한다. 코넬리아는 이 기회를 틈타 카타리나가 이 사실을 알게 하고, 결국 스캔들이 터지자 페르메이르는 침묵을 지키고 흐릿은 떠나야만 했다.
10년 후, 흐릿이 피터와 결혼하여 어머니이자 정육점 주인의 아내로 정착한 지 오래된 어느 날, 페르메이르의 사망 소식과 함께 그의 집으로 다시 불려간다. 흐릿은 페르메이르의 미망인이 미납된 정육점 요금을 정산하려는 것이라 생각한다. 그곳에서 그는 페르메이르가 임종 직전 흐릿의 초상화를 방에 걸어달라고 요청했다는 사실을 알게 된다. 게다가 가족의 형편이 어려워졌음에도 불구하고, 페르메이르의 유언에는 그가 그린 초상화에서 흐릿이 착용했던 진주 귀고리를 그에게 주라는 요청이 있었고, 판 레이우엔훅은 카타리나에게 이를 강제로 이행하게 한다. 그러나 흐릿은 하녀였을 때와 마찬가지로 정육점 주인의 아내로서도 그 귀고리를 착용할 수 없음을 깨닫는다. 따라서 그는 귀고리를 저당 잡혀 얻은 돈으로 남편에게 빚진 15 길더를 갚기로 결심한다.

## 반응
이 소설은 1999년 영국에서 출판되었으며, 1년 후 미국에서 출간되어 《뉴욕 타임스》 베스트셀러가 되었다. 여러 소설상 후보에 오른 이 작품은 2000년 반스 앤 노블 디스커버 상을 수상했고, 2001년에는 청소년들에게 특별한 매력을 지닌 도서에 주어지는 알렉스 상을 받았다. 2001년 플룸 출판사는 미국 페이퍼백 판을 12만 부 초판 발행했으며, 1년 후에는 18번의 재인쇄를 거쳐 약 200만 부가 판매되었다. 2005년 하퍼콜린스는 100만 부 판매를 기념하여 페르메이르 그림 9점의 컬러 도판이 포함된 영국 특별판을 출시했다.
《뉴욕 타임스》는 이 작품을 "열정이 아이디어인 지적인 소설"이라고 평했다. 《애틀랜틱 먼슬리》는 슈발리에가 "신분과 신념에 따른 날카로운 사회적 분열을 느낄 수 있게 만든 노력"을 칭찬했다. 그러나 《퍼블리셔스 위클리》는 "이야기의 신빙성을 해칠 수 있는 세부 사항들"을 지적했다. "흐릿이 페르메이르에게 그림을 개선하는 방법을 제안할 수 있다는 점은 독자의 상상력을 한껏 요구한다. 또한 결말에서 드러나는 페르메이르가 그에 대한 자신의 빚을 인정하는 부분은 감상주의에 대한 노골적인 몸짓"이라고 평했다. 또한 미술사학자 게리 슈바르츠는 세부 사항들에 의문을 제기했는데, 특히 개신교도들 간의 차이가 동등하게 중요했던 나라에서 가톨릭과 개신교의 분열을 지나치게 단순화하여 묘사한 점을 지적했다.
영어권에서의 높은 판매고 외에도, 이 소설의 인기로 인해 대부분의 유럽 언어와 아시아의 터키어, 조지아어, 페르시아어, 인도네시아어, 태국어, 베트남어, 중국어, 한국어로 번역되었다.

## 주제

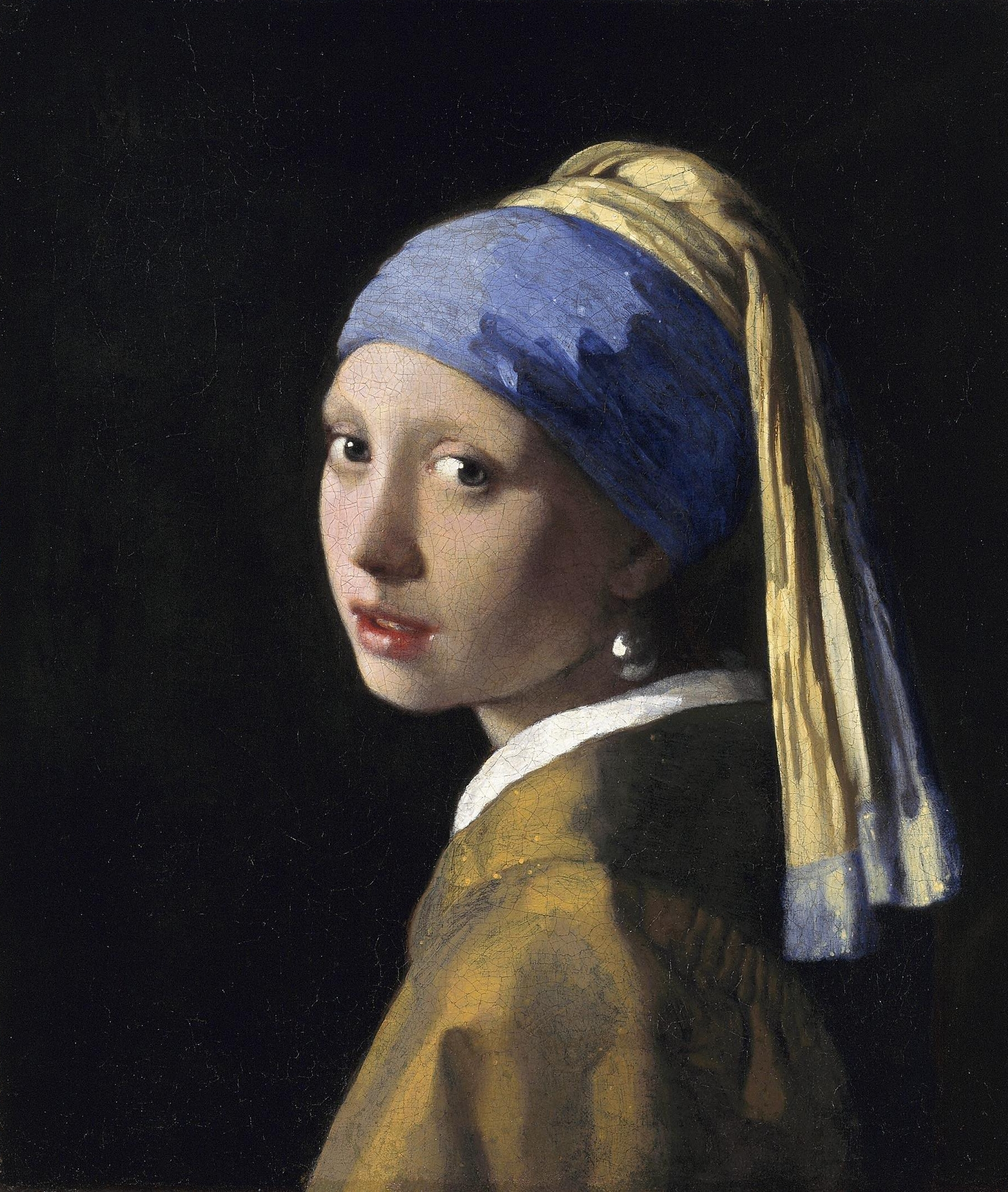
슈발리에의 가상의 이야기에서 흐릿이라는 인물이 페르메이르 그림의 모델이 된다.

슈발리에는 화가와 하녀 사이의 부적절한 관계를 다루는 대신, 그들의 자제력을 묘사함으로써 작품의 긴장감을 높인다. 《타임》은 슈발리에가 "예술을 위해 유혹을 억제하는 방식을 보여주는 정교하게 통제된 작품"을 선보였다고 평했다. 이러한 자제력은 또한 슈발리에가 화자인 흐릿을 위해 선택한 거리감 있는 문체의 기능이기도 하다. 이는 페르메이르의 그림 스타일을 재현하려는 목적이 있다고 여겨진다. 특히 등장인물들의 외모와 가정 환경의 시각적 세부 사항, 그리고 그들 사이의 공간적 배치에 집중한다.
이러한 냉철한 접근 방식이 이 책을 1999년에 출판된 17세기 네덜란드 회화를 다룬 다른 세 소설과 차별화한다. 수잔 브릴랜드의 《히아신스 블루의 소녀》는 페르메이르의 유실된 것으로 추정되는 그림을 중심으로 한 일련의 이야기이며, 캐서린 웨버의 《음악 수업》은 도난당한 동명의 페르메이르 그림을 다룬다. 반면 데보라 모가크의 《튤립 열풍》은 암스테르담을 배경으로 하며, 화가와 그의 모델 사이의 사랑을 다룬다. 또한 이 작품 역시 당대 그림 속 인물의 수수께끼 같은 표정을 해독하려는 시도에서 시작되었다.
또 다른 주제는 - 노골적으로 언급되기보다는 서술을 통해 드러나는데 - 리사 플레처의 말을 빌리자면, 당시 여성들이 "자신의 몸을 소유하지 못하고, 처음에는 부모의, 그 다음에는 고용주의, 마지막으로는 남편의 소유물이었다는 것이다. 소설이 진행됨에 따라 흐릿은 자신이 '판매 대상'이라는 사실을 점점 더 인식하게 된다." 그는 일을 할지, 어디서 일할지에 대해 부모로부터 선택권을 받지 못한다. 판 라위번과 다른 인물들은 그가 보호자 없는 하녀라는 이유만으로 성적으로 이용 가능하다고 여긴다. 그리고 피터가 흐릿의 공인된 구혼자가 되자, 그의 부모는 그 관계가 자신들에게 이롭다고 예상하여 피터의 신체적 접근을 방관한다.

### 역사적 소재
흐릿이 모델이 된 《진주 귀고리를 한 소녀》 외에도 슈발리에의 소설에는 여러 페르메이르의 그림이 등장한다. 소설 초반에 흐릿의 아버지는 《델프트 풍경》을 회상한다. 흐릿이 페르메이르의 집에 들어갔을 때, 그는 《진주 목걸이를 한 여인》을 작업 중이었고, 타네케는 얼마 후 자신이 《우유 따르는 여인》의 모델이었다고 언급한다. 그 다음 주제는 《물주전자를 든 여인》으로, 이를 위해 제빵사의 딸이 모델을 섰다. 흐릿은 이 그림을 아버지에게 설명하고, 화실에서 일하면서 그 창작 과정을 더 자세히 목격한다. 후에 판 라위번의 아내(마리아 드 크나위트)가 《편지를 쓰는 여인》의 모델이 된다. 이 에피소드에서 그녀가 이전에 《류트를 든 여인》에 등장했었고, 그녀의 남편이 《포도주 잔을 든 소녀》의 모델이었던 하녀를 유혹했다는 사실이 회상된다. 판 라위번 본인과 그의 자매, 딸이 《음악회》에 등장하는데, 이는 《음악 수업》의 후속작으로 구상되었다. 또 다른 그림인 《포주》는 페르메이르의 작품이 아니라 마리아 틴스가 소유한 디르크 판 바부렌의 풍속화로, 《음악회》의 오른쪽 벽에 걸려 있다. 마지막으로 페르메이르의 딸 마르트헤가 그림 모델이 되었다는 언급이 나오는데, 이는 《젊은 여인의 초상》을 가리킨다.
이렇게 현존하는 그림들은 주요 남성 인물들에 대한 실제 역사적 기록의 부족을 보완한다. 이를 통해 슈발리에는 페르메이르에 대해 알려진 몇 안 되는 사실들을 그녀의 상상 속 시나리오에 통합하여 허구에 현실감을 부여할 수 있었다. 그러나 증거의 부족은 페르메이르 가정 외부에도 해당된다. 안토니 판 레이우엔훅이 페르메이르의 유언 집행인 역할을 했다는 사실은 알려져 있지만, 둘 사이의 우정을 입증할 문서적 증거는 없다. 판 레이우엔훅이 광학 기기에 관심이 있었던 것은 확실하고 페르메이르가 카메라 옵스쿠라를 사용했을 것이라는 추측이 있지만, 증거는 여기까지다. 또한, 피터르 판 라위번이 페르메이르의 후원자였을 가능성이 높은데, 그의 재산 목록에 화가의 그림 21점이 포함되어 있었기 때문이다. 그러나 이를 뒷받침할 문서 증거는 남아있지 않다. 그리고 슈발리에가 묘사한 것처럼 그가 성범죄자였다는 암시는 전혀 없다.
리사 플레처가 주장하듯이, 역사 소설은 "우리의 과거 인식에 개입하고" 현재의 반응에 영향을 미치기 때문에 이러한 고려사항들은 중요하다. 따라서 2001년 뉴욕 메트로폴리탄 미술관에서 열린 "페르메이르와 델프트 화파" 전시회가 "1996년 워싱턴 국립미술관에서 열린 페르메이르 전시회보다 거의 두 배나 많은 관람객을 끌어들였다"는 점이 주목받았다. 미술관의 유럽 회화 큐레이터인 월터 리트케에 따르면, 이 전시회의 성공은 "적어도 부분적으로는 슈발리에의 소설 덕분"이었다.

## 같이 보기
- 진주 귀걸이를 한 소녀 (영화)

## 참고문헌
- Tracy Chevalier, Girl with a Pearl Earring, HarperCollins paperback, London 2000
- Lisa Fletcher, Chevalier's Girl with a Pearl Earring, Insight Publications 2012
- Lisa Fletcher, "His paintings don't tell stories...": Historical Romance and Vermeer, Sheffield Hallam University